# Ang Bayan
Ang Bayan (El Poble) és l'òrgan de premsa oficial del Partit Comunista de les Filipines, publicat pel Comitè Central del partit. Descriu les accions del partit així com el seu punt de vista sobre temes i esdeveniments de les Filipines. És la publicació nacional del PKP, mentre que les altres publicacions regionals se centren en les notícies regionals específiques.
Ang Bayan es publica bimensualment els dies 7 i 21 de cada mes, amb "temes especials" addicionals quan es produeix un esdeveniment important. Sempre es publica originalment en filipí, però posteriorment es tradueix a l'anglès, al cebuà, a l'ilocano, al waray-waray i a l'ilongo.

## Història
Ang Bayan fou fundat pel president fundador del PKP, José María Sison, sota el nom de guerra d'Amado Guerrero l'1 de maig de 1969, arran dels esdeveniments del Primer Gran Moviment de Rectificació i de la formació del Nou Exèrcit Popular. Guerrero veié la necessitat d'un diari per difondre els principis bàsics del Partit i el seu programa per a la revolució.
Ang Bayan en un principi es publicava cada pocs mesos en mimeògraf i constava de quatre seccions: editorials, notícies locals, notícies internacionals i documents del PKP. El seu primer número es va publicar a Luzon Central. Des dels seus inicis fins al 1975, Guerrero va exercir com a redactor en cap del diari, alhora que contribuïa en gran manera als articles que es publicaven.
De 1969 a 1972, Ang Bayan va servir principalment com a vehicle pels fonaments teòrics del PKP. Els seus articles informatius, a través dels escrits de Guerrero, també desafiaven les convencions periodístiques convencionals i contenien una forta càrrega política. També va desafiar les convencions en la construcció de titulars, la redacció de reportatges, etc., a causa del caràcter voluntari de la publicació, la seva finalitat com a eina de propaganda i la manca d'experiència de Guerrero com a periodista.
El 1976, la direcció passà a Antonio Zumel, veterà periodista i organitzador. Zumel fou president del Club Nacional de Premsa de 1969 a 1971, fins que es veié obligat a passar a la clandestinitat a causa de la declaració de la llei marcial el 1972. Zumel instituí reformes a l'Ang Bayan i amplià l'equip editorial, aconseguint que altres periodistes veterans escrivissin amb ell. La implicació de Guerrero es reduí, però encara jugava un paper clau a l'hora de guiar la línia política de la publicació.
Amb Zumel, Ang Bayan es començà a publicar quinzenalment. El naixement de Rebolusyon, la revista teòrica del PKP, també alliberà Ang Bayan de les discussions teòriques que eren la norma sota Sison. Els escriptors de publicacions regionals també foren nomenats com a corresponsals d'Ang Bayan sota Zumel. Zumel també s'assegurà que les convencions d'estil i els principis periodístics bàsics se seguissin a les notícies publicades per Ang Bayan. També introduí notícies relacionades amb l'entreteniment, l'art, l'estil de vida i històries d'interès humà a la publicació.
El 1998, Ang Bayan es publicava trimestralment. Es prengué la decisió de començar a publicar-la en línia a través del web oficial del Front Democràtic Nacional. Gregorio Rosal, també conegut com a Ka Roger, encapçalà el canvi al treball en línia. L'any 2001, es publicaven números d'Ang Bayan juntament amb declaracions del PKP, NPA i el FDN a través del seu lloc web, Philippine Revolution Web Central. Això també va permetre que Ang Bayan es publiqués amb més freqüència, a causa de la facilitat de recopilació de notícies i d'accés, fet que va portar a l'actual calendari de publicació bimensual.

## Distribució
Durant els primers anys d'Ang Bayan, l'Editorial Central del PKP produïa entre 500 i 1.000 exemplars per número. Finalment, això es va descentralitzar a diferents regions a mesura que el partit creixia en grandària i força. L'Editorial començà a centrar-se a crear còpies mestres de la plantilla i distribuir-les a les bases regionals per reproduir-les mitjançant serigrafies de tipus V, augmentant així la reproducció total.
Avui, els números d'Ang Bayan es poden trobar fàcilment en línia a través del lloc web oficial del PKP i a l'Internet Archive.